# Alb-Neckar-Weg
De Alb-Neckar-Weg is een voormalige langeafstandsfietsroute in Duitsland. De route verbond de rivier de Neckar met de rivier de Donau. Het traject was bewegwijzerd in twee richtingen.

## Traject
De route startte in Heilbronn. De route klom het dal van de Neckar uit en liep vervolgens op hoogte om bij Ludwigsburg weer af te dalen naar de rivier de Neckar. Hier kruiste de route de Neckartal-Radweg.
Vanaf daar klom en daalde de route onophoudelijk. Bij Göppingen kruiste de route de rivier de Fils. Er was een alternatieve route over Kirchheim unter Teck. 
De route eindigde aan de Donau in Ulm waar kon worden aangesloten op de EuroVelo EV6 Atlantische kust naar de Zwarte Zee, de Donauradweg, de Iller-Radweg en de Donau-Bodensee-Weg.
In 2023 is de Alb-Neckar-Radweg samengevoegd met de Hohenlohe-Ostalb-Radweg tot de Württemberger Tälerradweg. De bewegwijzering van de Alb-Neckar-Radweg wordt sindsdien niet meer bijgehouden.

## Aansluitingen met Europese fietsroutes
- In Ulm kon worden aangesloten op de EuroVelo EV6 Atlantische kust naar de Zwarte Zee.

## Aansluitingen met andere fietsroutes
- In Heilbronn kon worden aangesloten op de Neckartal-Radweg.
- In Heilbronn kon worden aangesloten op de Burgenstraße.
- In Ludwigsburg kruiste de route de Neckartal-Radweg.
- In Ulm kon worden aangesloten op de Donauradweg.
- In Ulm kon worden aangesloten op de Iller-Radweg.
- In Ulm kon worden aangesloten op de Donau-Bodensee-Weg.